# Catedral de Nuestra Señora de Egipto
La Catedral de Nuestra Señora de Egipto o simplemente Catedral Católica Copta de El Cairo es el nombre que recibe un edificio religioso afiliado a la Iglesia católica que sigue el rito copto o alejandrino y se encuentra ubicada en la calle 39 Mustafa Fahmi, de la ciudad de El Cairo, la capital del país africano de Egipto. No debe confundirse con las otras catedrales católicas de la ciudad que usan diversos ritos católicos (entre ellos el rito romano y los orientales). Ni con la catedral copta ortodoxa oriental.
El templo sirve como la iglesia principal del patriarcado de Alejandría de los coptos católicos (Patriarchatus Alexandrinus Coptorum) que empezó en 1741 como un vicariato apostólico creada por el papa Benedicto XIV y que fue elevado a su estatus actual en 1895 bajo el pontificado de León XIII mediante la bula "Christi Domini".
Esta bajo la responsabilidad pastoral del patriarca Ibrahim Isaac Sedrak.